# Mite Kremnitz
Mite Kremnitz, née Marie Charlotte von Bardeleben (autres pseudonymes George Allan, Dito und Idem) ; née le 4 janvier 1852 à Greifswald, morte le 18 juillet 1916 à Berlin, est une femme de lettres allemande.

## Biographie
Mite Kremnitz est la fille d'un chirurgien renommé, Heinrich Adolf von Bardeleben (1819-1895). Elle grandit à Greifswald, Londres et à partir de 1868, à Berlin. Le 15 octobre 1872, elle épouse dans cette ville le praticien et futur médecin-chef Wilhelm Kremnitz, avec lequel elle s'établira en 1875 à Bucarest, en Roumanie. Le couple aura deux enfants.
En Roumanie, elle devient l'amie de la reine Élisabeth, qui écrivait sous le pseudonyme de Carmen Sylva. En 1881, elle devient officiellement sa lectrice attitrée et sa dame d'honneur. Elle publie en collaboration avec elle des romans épistolaires et un drame, sous le pseudonyme de Dito und Idem. À partir de 1890, elle reprend Mite Kremnitz comme nom de plume.
Après la mort de son époux en 1897, Mite Kremnitz retourne à Berlin-Wilmersdorf, où elle possède une résidence d'hiver, tandis que l'été elle séjourne à Brand, dans le Vorarlberg autrichien.
Certains des contes populaires roumains qu'elle a publiés ont été repris par Andrew Lang dans ses Fairy Books.

## Œuvres publiées (en allemand)
- (Éd.) Rumänische Dichtungen (dt. de Carmen Sylva), 1881
- Fluch der Liebe, Nouvelles, 1881
- Neue rumänische Skizzen, 1881
- Rumänische Märchen (« Contes roumains »), Contes populaires, 1882
- Aus der rumänischen Gesellschaft, deux romans, 1882
- Ein Fürstenkind, Roman, 1883
- Rumäniens Anteil am Kriege 1877-78, 1887
- Dito und Idem: Anna Boleyn, Tragédie historique, 1886 (en collaboration avec Carmen Sylva)
- Dito und Idem: Astra, Roman épistolaire, 1886 (avec Carmen Sylva)
- Dito und Idem: Feldpost, Roman épistolaire, 1886 (avec Carmen Sylva)
- Dito und Idem: Rache und andere Novellen, 1888 (avec Carmen Sylva)
- Dito und Idem: In der Irre, Nouvelles, 1887 (avec Carmen Sylva)
- Ausgewanderte, Roman, 1890
- Elina. Zwischen Kirche und Pastorat, 2 nouvelles, 1894
- Sein Brief, Nouvelles, 1896
- Herr Baby. Eine Kindergeschichte, 1901
- Mann und Weib, Nouvelles, 1902
- Am Hofe der Ragusa, Roman, 1902
- Fatum, Erzählungen, 1903
- König Karol von Rumänien. Ein Lebensbild, 1903
- Carmen Sylva, Biographie, 1903
- Maria, Fürstin Mutter zu Wied, Prinzessin zu Nassau. Lebensbild, 1904
- Mutterrecht, Nouvelles, 1906
- Eine Hilflose, Roman, 1906
- Was die Welt schuldig nennt, 1907
- Der rote Streif. Eine Liebesgeschichte, 1908
- Ist das - das Leben?, Roman, 1909
- Die Getäuschten, Roman, 1909
- Laut Testament, Roman, 1911
- Tönendes Erz, Comédie, 1912
- Das Geheimnis der Weiche, Récits, 1913